# 5574 Seagrave
5574 Seagrave è un asteroide della fascia principale. Scoperto nel 1984, presenta un'orbita caratterizzata da un semiasse maggiore pari a 2,6413460 UA e da un'eccentricità di 0,1124316, inclinata di 13,97927° rispetto all'eclittica.
L'asteroide è dedicato all'astrofilo americano Frank Evans Seagrave.